# Autobusni kolodvor Zagreb
Autobusni kolodvor Zagreb (skr. AKZ) je podružnica Zagrebačkoga holdinga.

## Djelatnosti
Temeljne djelatnosti Autobusnog kolodvora Zagreb su prihvat autobusa, prtljage i robe, prodaja voznih karata, rezervacija mjesta u autobusima, usluge informacija, garderobe te usluge parkiranja osobnih vozila. Veličinom i opremljenošću Autobusni kolodvor Zagreb predstavlja najveći i najsuvremeniji objekt takve vrste u ovom dijelu Europe. S njegovih 44 perona autobusi povezuju Zagreb s ostalim dijelovima Hrvatske kao i većinom drugih europskih središta.

## Povijest
Smješten je nadomak središnjeg zagrebačkog trga, uz najveće gradske prometnice s velikim parkiralištem. Utemeljen je 17. studenoga 1961. godine na prostoru današnjeg Langova trga, a na sadašnjoj lokaciji nalazi se od 4. srpnja 1962. Na mjestu današnjeg kolodvora za vrijeme Drugog svjetskog rata djelovao je vojni logor. Prvi je autobusni kolodvor izgrađen u rekordnih 72 dana, a gradnja današnjeg Autobusnog kolodvora započinje 1986. godine i završava u srpnju 1987. godine, u vrijeme Univerzijade, kada je izgrađena nova kolodvorska zgrada s pripadajućim peronima.
Kao kolodvor »A« kategorije, član je Paneuropskoga društva autobusnih kolodvora.